# Проєкт Адам
«Проєкт „Адам“» (англ. The Adam Project) — художній фільм режисера Шона Леві та сценаристів Джонатана Троппера, Т. С. Науліна, Дженніфер Флекетт та Марка Левіна. У головних ролях: Раян Рейнольдс, Дженніфер Гарнер, Зої Салдана, Марк Раффало, Кетрін Кінер та Волкер Скобелл. Прем'єра фільму відбулася на Netflix 11 березня 2022 року.

## Сюжет
Головний герой, астронавт, вирушає у минуле, де зустріне 12-річну версію себе. Разом їм потрібно зупинити вивчення часових подорожей, що їх провадить власний, нині покійний, батько, який у минулому — ровесник головного героя.

## У ролях
- Раян Рейнольдс — Адам Рід, пілот у часі із 2050 року, який, ризикуючи життям, розшукує свою дружину.
  - Вокер Скобелл — Молодий Адам, 12-річний із 2022 року та 8-річний — у 2018-му; хворіє на астму і потерпає від булінгу старших хлопців.
- Марк Раффало — Луїс Рід, батько Адама, видатний квантовий фізик, який працює над теорією контрольованих подорожей у часі.
- Зої Салдана — Лора Рід, дружина Адама, одна з пілотів у часі; залишилася у 2018 році, рятуючи чоловіка та його юну альтернативну версію.
- Дженніфер Гарнер — Еллі Рід, мати Адама.
- Кетрін Кінер — Мая Соріан, підприємиця, яка фінансувала дослідження Луїса, а після його смерті привласнила розробки та змінила майбутнє, аби стати найвпливовішою особою у світі.
- Брекстон Б'єркен — Рей
- Алекс Малларі-мол. — Крістос, колишній колега Адама і Лори; бойовик, найнятий Соріан для їхнього затримання або вбивства.
- Бен Вілкінсон — Дерек
- Майло Шандель — Викладач

## Український дубляж
- Юрій Кудрявець — Адам Рід
  - Тимофій Марченко — Молодий Адам
- Роман Чорний — Луїс
- Катерина Буцька — Лора
- Наталія Романько-Кисельова — Еллі
- Ольга Радчук — Соріан
  - Станіслава Красовська — Молода Соріан
- Дмитро Зленко — Рей
- Роман Молодій — Крістос
- Дмитро Завадський — Дерек
- Євген Пашин — Викладач

- А також: Едуард Кіхтенко, Володимир Гурін, Володимир Канівець, В'ячеслав Дудко, Марія Єременко

Фільм дубльовано студією «Le Doyen» за сприянням студії «Formosa Group» на замовлення компанії «Netflix» у 2022 році.
- Режисер дубляжу — Павло Скороходько
- Перекладачка — Олена Любенко
- Звукооператори — Альона Шиманович, Віктор Алферов
- Режисер монтажу — Станіслав Ногін
- Менеджерка проєкту — Валентина Левицька
- Менеджерка студії — Марина Булаковська
- Спеціаліст зі зведення звуку — Formosa Group

## Виробництво
Про роботу над проєктом стало відомо в жовтні 2012, головну роль мав зіграти Том Круз.
У липні 2020 року права на фільм придбала компанія Netflix, Шон Леві став режисером, а Раян Рейнольдс затверджений на головну роль. Підсумковий варіант сценарію був написаний Джонатаном Троппером. У листопаді акторський склад поповнився Дженніфер Гарнер, Зої Салданою та Марком Руффало.
Зйомки розпочалися у листопаді 2020 року у Ванкувері і завершились у березні 2021 року.

## Реліз
26 серпня 2021 стало відомо, що фільм вийде на Netflix на початку 2022.